# Parc Nacional de la Plana de Liuwa
El Parc Nacional de la Plana de Liuwa és un parc de 3.369 km² a la província occidental de Zàmbia. "Liuwa" significa 'plana' en la llengua lozi de Liuwa, i les planes serviren de vedat de caça de Lubosi Lewanika, el litunga (rei o cap suprem) del poble lozi. Lubosi Lewanika designà la zona àrea protegida a la primeria de la dècada dels 1880, i parc nacional el 1972, quan el govern de Zàmbia se'n feu càrrec de la gestió. L'organització sense afany de lucre African Parks gestiona Liuwa en col·laboració amb el Departament de Parcs Nacionals i Vida Silvestre i el Barotse Royal Establishment des del 2003.
Les prades del parc protegeixen una gran varietat de grans mamífers, com ara desenes de milers de nyus blaus, la migració anual dels quals és la segona més gran d'Àfrica. Entre els grans depredadors hi ha el guepard, la hiena tacada i el lleó, el més famós dels quals era una femella anomenada Lady Liuwa, que fou protagonista d'un documental de National Geographic (The Last Lioness) abans de morir per causes naturals al 2017. Lady Liuwa era l'única lleona que restava a la zona, després d'anys de caça desmesurada, abans que African Parks n'assumís la gestió i hi introduís lleons per a restablir-ne un ramat. S'han registrat més de 300 espècies d'ocells a Liuwa, que ha experimentat un turisme limitat fins fa poc. Les poblacions d'animals s'han estabilitzat des de llavors, malgrat la minva i extincions locals de la dècada dels 1990-2000.(1)

## Història
Abans que es creàs el parc nacional, la zona era un vedat de caça de Lubosi Lewanika (1842-1916), litunga (rei o cap suprem) del poble lozi de Barotselàndia entre el 1878 i 1916. Lubosi Lewanika designà la plana de Liuwa zona protegida a la primeria de la dècada dels 1880.
La designació de parc nacional es concedí al 1972, i el govern de Zàmbia se'n feu càrrec. Malgrat la protecció, la creixent pressió humana provocà un augment de la caça furtiva al parc. African Parks gestiona el parc en col·laboració amb el Departament de Parcs Nacionals i Vida Silvestre (DNPW) i el Barotse Royal Establishment (BRE) des del 2003. Segons s'informa, l'interès local per preservar el parc i la vida silvestre ha augmentat posteriorment, ja que la gestió ha millorat i s'ha restablert la connexió de la zona amb els litunga.(1)

## Flora i fauna
La plana de Liuwa és a la plana al·luvial de Barotse i està delimitada pel riu Luambimba al nord i el Luanginga al sud. El parc està format per una prada d'uns 72 per 32 km, amb palmeres de ràfia i boscos. Les espècies de gramínies registrades són: Echinochloa stagnina i Vossia cuspidata, importants per als herbívors de pasturatge, així com Baikiaea plurijuga, Guibourtia coleosperma, Peltophorum africanum, Terminalia sericea i diferents tipus de Hyphaene.(1)

### Mamífers
Liuwa acull una gran varietat de mamífers, com ara búfals, eland comú, tsessebe comú, oribí, cob lichi, redunca, antílop equí i nyus blaus migratoris, que s'ajunten per desenes de milers. La migració de nyus de Liuwa és la segona més important d'Àfrica.
Un estudi realitzat al 1991 va registrar càlculs de població de 30.000 nyus blaus, 800 tsessebes, 1.000 zebres i altres 10.000 grans mamífers, com ara búfals, elands, oribís, lechwes vermells, reedbuck i sitatungues. Alguns estudis posteriors van informar d'importants descensos de població, amb la possible extinció de búfals, elands, hartebeests de Lichtenstein i antílops equins. La millora de la protecció des del 2003, però, n'ha estabilitzat les poblacions. S'han reintroduït l'eland i el búfal, i la població de zebres ha augmentat fins a superar-ne les 4.000.
Entre els seus depredadors es troben el guepard, el lleopard, el lleó, el gos salvatge africà i la hiena tacada. Segons African Parks, tots els lleons del parc menys un s'extingiren en la dècada dels 1990 a causa de la caça furtiva i els trofeus. La lleona solitària de Liuwa, coneguda com a Lady Liuwa, aparegué per primera vegada al parc el 2002. Des de llavors, l'organització ha introduït lleons per a restablir un ramat reproductor a Liuwa, on hi ha 13 lleons, des del juliol del 2020.
En un esforç per reintroduir l'espècie al parc, a la fi del 2020 es dugué a Liuwa un ramat d'11 gossos salvatges africans.
Entre els omnívors més petits de Liuwa hi ha la mangosta ratllada i el xacal ratllat.(9)
Des del 2005, la zona protegida és una Unitat de Conservació de Lleons.
Lady Liuwa i la població de lleons del parc

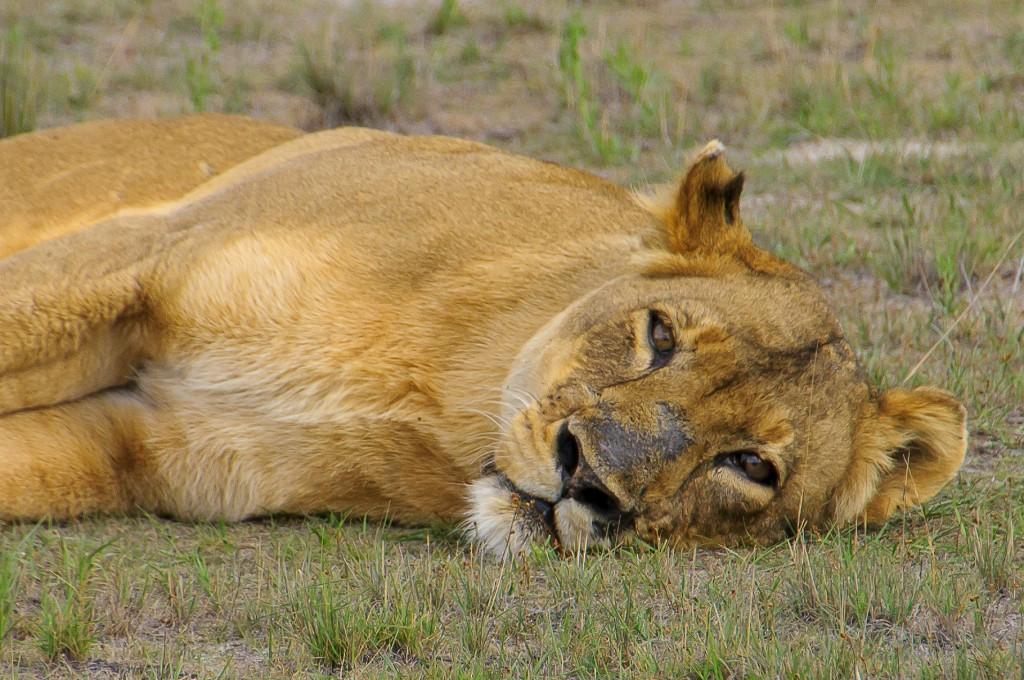
La resident més coneguda del parc era una lleona anomenada Lady Liuwa (fotografiada el 2012), que va morir per causes naturals el 2017

Lady Liuwa era la resident més coneguda del parc i protagonitzà un documental de National Geographic al 2010. Segons el folklore, la lleona era una reencarnació de Mambeti, una dona de la tribu lozi que va viure i morir al parc, i era àvia de membres del personal que treballava al parc, el 2016. S'informà per primera vegada de la presència de Lady Liuwa al parc el 2002, i es deia que visitava sovint els boscos on era enterrada Mambeti.
El 2008, després que cap lleó tornàs al parc de manera natural, African Parks intentà introduir-hi un lleó mascle, però va morir durant el trasllat. El 2009 s'hi reintroduïren dos mascles. Pel que sembla, tots dos es van apariar amb Lady Liuwa, però era estèril. Els dos lleons mascles abandonaren Liuwa i se n'anaren a Angola; un va ser assassinat pels vilatans i l'altre, Nakawa, tornà al parc pel seu compte. Dues lleones es dugueren des del Parc Nacional de Kafue a Liuwa el 2011; una d'elles va morir atrapada el 2012, i l'altra, Sepo, la retornaren a Liuwa després d'emigrar fora de la zona. Sepo fou capturada, retornada amb helicòpter i col·locada en un espai tancat amb Lady Liuwa. La parella va estrènyer llaços i fou alliberada al cap de dos mesos. Després d'apariar-se amb Nakawa, Sepo donà a llum a un cadell mascle i dues femelles al desembre del 2013. Nakawa va morir més tard, segurament enverinada. Un lleó no identificat fou vist al parc el 2015.(9)
Al setembre de 2016, un projecte de col·laboració entre African Parks, Mushingashi Conservancy, el Programa de Carnívors de Zàmbia i el Departament de Parcs Nacionals i Vida Silvestre de Zàmbia va introduir un altre lleó mascle en la plana de Liuwa procedent del Parc Nacional Kafue. El lleó es va unir a un altre en un espai tancat durant dos mesos, i després van ser alliberats.
Lady Liuwa va morir el 9 d'agost del 2017.

## Ocells i rèptils
A Liuwa s'han registrat 334 espècies d'ocells, com ara rapinyaires, otídids, grúids (incloses grues coronades grises i grues carunculades, en perill d'extinció), pelicans i cigonyes. Entre els rapinyaires hi ha l'àguila, el xoriguer petit, el voltor de les palmeres i el duc pescador de Pel. Els ocells aquàtics registrats inclouen el marabú africà, de pic obert, de pic de cadira i de pic groc, així com la fredeluga armada, els agrons blancs, el bernat pescaire, les oques pigmees, i el pluvialis. També hi ha el pioc de Denham.
El Parc Nacional de la Plana de Liuwa alberga diferents espècies de serps.